# Aero Express Rt.
Aero Express Rt. – nieistniejąca, węgierska linia lotnicza, powstała w latach 20. XX wieku.

## Historia
Linia została założona 13 marca 1922 roku. Po zlikwidowaniu spółki Maefort stała się jedynym lotniczym przewoźnikiem obsługującym połączenia pocztowe. Działalność linii wspierał węgierski rząd, zapewniając jej subsydia pod warunkiem utrzymania połączeń pocztowych, jak również utrzymania cen biletów na poziomie nie wyższym, niż przejazd koleją w pierwszej klasie na analogicznej trasie. Flotę przedsiębiorstwa stanowiło sześć wodnosamolotów Junkers F.13W. Maszyny zostały dostarczone firmie przez zakłady Junkersa, który miał 49% udziałów w Aero Express. Samoloty operowały z Budapesztu, startując i lądując na Dunaju nieopodal obecnego mostu Wolności (zwanego wówczas Franz-Joseph-Brücke). Początkowo maszyny spółki realizowały loty widokowe nad miastem. W okresie letnim latano nad Balaton do Siofok oraz do Zagrzebia. Jeden z Junkersów Aero Express rozbił się z powodu awarii silnika, na pokładzie maszyny zginęli jego pasażerowie. Była to pierwsza katastrofa węgierskiego samolotu pasażerskiego. W 1925 roku firma zaprzestała działalności. Z jednej strony, Junkers coraz mocniej angażował się w działalność rodzimej linii lotniczej Deutsche Luft Hansa, a z drugiej Węgrzy zarzucali niemieckiemu partnerowi zbyt duży wpływ na działalność spółki.